# Samboan
Samboan es un municipio filipino de quinta clase, perteneciente a la provincia de Cebú, en las Bisayas Centrales.

## Historia
Hacia mediados del siglo XIX, el lugar tenía contabilizada una población de 16 754 habitantes. Aparece descrito en el segundo volumen del Diccionario geográfico, estadístico, histórico de las Islas Filipinas (1851) de Manuel Buzeta Núñez y Felipe Bravo con las siguientes palabras:

SAMBOAN: pueblo con cura y gobernadorcillo, en la isla, prov. y dióc. de Cebú; sit. en los 127° 53' 58" long. 9° 53' 56" lat., en la costa occidental de la isla, terr. llano y clima templado. Tiene casa parroquial y la de comunidad donde se halla la cárcel. La iglesia de mediana fábrica la sirve un cura secular. Hay una escuela de instruccion primaria pagada de los fondos de comunidad. Comunícase este pueblo con los inmediatos por medio de caminos no muy malos, y recibe de la cab. de la prov. el correo en dias indeterminados. Confina el térm. por E. con del Boljoon y por O. con el mar. El terr. es montuoso hácia el centro de la isla y llano en los demás. En sus montes se crian varias clases de madera, miel, cera, caza y algunas higueras silvestres que dan la llamada goma laca. En las tierras de cultivo, las prod. son arroz, maiz, tabaco, cacao, café, añil, algodon, varias clases de legumbres y frutas. Ind.: la agricultura es la principal ocupacion de estos habitantes que tambien se dedican al corte de maderas, á la pesca, á la caza, y las mugeres en hilar, tejer y teñir varias clases de tela de algodon y abacá. Pobl. 16,754 almas, y en 1845 pagaba 1,507 trib. que hacen 15,070 rs. plata.
(Buzeta y Bravo, 1851, p. 421)

En 2020, tenía censados 20 373 habitantes.